# لودویگ بایزیگل
لودویگ بایزیگل (آلمانی: Ludwig Beisiegel; ۲۱ مارس ۱۹۱۲ – 1999) بازیکن هاکی روی چمن اهل آلمان بود.